# Башкиров, Пётр Алексеевич
Пётр Алексе́евич Башки́ров (1923—1999) — монтёр Хабаровского эксплуатационно-технического узла связи Министерства связи СССР, Герой Социалистического Труда (1966).

## Биография
Родился в 1923 году в селе Старое Вечканово Бугурусланского уезда Самарской губернии (ныне — Исаклинский район Самарской области), в семье крестьянина. По национальности русский.
В 1934 году семья Башкировых по вербовке приехала на Дальний Восток и поселилась на станции Звеньевая Бикинского района Приморской области Дальневосточного (с 1938 года — Хабаровского края). После переезда П. А. Башкиров работал в Звеньевой киномехаником.
В марте 1942 года мобилизован в Красную Армию, участник Великой Отечественной войны с июля 1942 года. Принял первый бой в составе 939-го отдельного батальона связи 422-й стрелковой дивизии в Сталинградской битве. Затем участвовал в сражении на Курской дуге, форсировании Днепра и реки Морава, где был ранен в ногу. Участвовал в освобождении ряда европейских государств. Весь боевой путь прошёл телефонистом, с марта 1943 года — в составе 109-го отдельного гвардейского батальона связи 81-й гвардейской стрелковой дивизии. За образцовое выполнение боевых заданий командования был награждён двумя орденами Красной Звезды и двумя медалями «За отвагу».
Демобилизован в марте 1947 года в звании гвардии младшего сержанта. После демобилизации переехал в город Бикин, где поступил работать монтёром в цех Хабаровского эксплуатационно-технического узла связи (ЭТУС). Одним из первых в Хабаровском крае начал самостоятельно проводить на своём линейном участке текущий ремонт, отказавшись от помощи ремонтной колонны. На протяжении десяти лет на его участке не было ни одного повреждения по вине монтёра.
С 1963 года возглавлял, как наиболее опытный монтёр, бригады связистов по строительству и ремонту линейного хозяйства сельской телефонной связи и радиофикации Бикинского района. Под его руководством за последние три года семилетки (1959—1965) было построено 132 километра новых линий связи, подвешено 500 километров проводов, капитально отремонтирована абонентская сеть в пяти населённых пунктах. Руководя бригадой, П. А. Башкиров активно способствовал повышению квалификации своих подчинённых — за время его руководства восемь монтёров стали применять его метод безаварийного содержания линейных сооружений. За самоотверженный труд министерство связи, был неоднократно награждён почётными грамотами и материальными поощрениями от краевого управления связи и Хабаровского ЭТУС.
Указом Президиума Верховного Совета СССР от 18 июля 1966 года за выдающиеся успехи, достигнутые в выполнении задания семилетнего плана по развитию средств связи, телевидения и радиовещания, Башкирову Петру Алексеевичу присвоено звание Героя Социалистического Труда с вручением ордена Ленина и золотой медали «Серп и Молот».
Позже работал помощником начальника участка 6-го линейного участка Хабаровского ЭТУС, заместителем начальника цеха. Был членом КПСС, в течение ряда лет был секретарём первичной партийной организации. На этом посту много внимания уделял организаторской и воспитательной работе в коллективе, что положительно сказалось на деятельности ЭТУС.
После выхода на заслуженный отдых по-прежнему проживал в городе Бикин. Скончался в 1999 году.

## Семья
Супруга — Валентина Григорьевна Башкирова. Шестеро детей.

## Награды
- Герой Социалистического Труда (18.7.1966)
- Орден Ленина (18.7.1966)
- орден Отечественной войны II степени (11.03.1985)
- два ордена Красной Звезды (02.12.1944; 05.03.1945[1])
- медали СССР, в том числе:
  - две медали «За отвагу» (06.02.1943[2]; 25.03.1944[3])
  - медаль «За оборону Сталинграда» (22.12.1942)
  - медаль «В ознаменование 100-летия со дня рождения Владимира Ильича Ленина» (1970)

## Память
В память о П. А. Башкирове в 2005 году на здании Бикинской АТС была установлена мемориальная доска.